# Ígor Badamshin
Ígor Badamshin –en ruso, Игорь Бадамшин– (Lesnói, URSS, 12 de junio de 1966–Hayward, Estados Unidos, 24 de enero de 2014) fue un deportista ruso que compitió en esquí de fondo. Ganó una medalla de bronce en el Campeonato Mundial de Esquí Nórdico de 1993, en la prueba de relevo.

## Palmarés internacional
| Campeonato Mundial | Campeonato Mundial | Campeonato Mundial | Campeonato Mundial |
| Año                | Lugar              | Medalla            | Prueba             |
| ------------------ | ------------------ | ------------------ | ------------------ |
| 1993               | Falun (Suecia)     | Medalla de bronce  | Relevo 4 × 10 km   |